# Ilhéu da Cevada
Die Ilhéu da Cevada (deutsch „Gerste-Insel“), auch als Ilhéu de Agostinho und Ilhéu do Desembarcadouro bezeichnet, ist eine unbewohnte Insel vor der Ostspitze der portugiesischen Insel Madeira. Sie gehört zum Gebiet der Gemeinde Caniçal im Kreis Machico.

## Geographie
Die Ilhéu da Cevada erhebt sich direkt südöstlich des Pico do Furado auf der östlichen Landspitze Madeiras. Sie ist von vielen kleineren Felsen umgeben. Südöstlich von ihr befindet sich die Ilhéu do Farol, auf der ein Leuchtturm steht. Noch einige Kilometer weiter in südsüdöstlicher Richtung liegen die Ilhas Desertas. Bei Ebbe besteht zeitweise eine Landverbindung zum  Naturschutzgebiet der Ponta de São Lourenço.

## Geologie, Flora und Fauna
Wie der größte Teil der Landspitze gehören die Ilhéu da Cevada und die Ilhéu do Farol zum Naturschutzgebiet der Ponta de São Lourenço. Sie sind vulkanischen Ursprungs und bestehen aus dunklem Trachyt und rötlichem Tuff. Obwohl die Lücke zwischen der Ostspitze Madeiras und der Ilhéu da Cevada nur wenige Meter breit ist, kann die Insel wegen der steilen Felsen und der starken Brandung nicht ohne Weiteres von Besuchern betreten werden. Das macht sie zu einem wertvollen Rückzugsgebiet für Vögel wie den Kanarenpieper und den Madeira-Sturmvogel. Die Vegetation der Insel besteht vor allem aus Gräsern und einigen Büschen. Gebäude gibt es auf der Insel nicht.